# Сорренто (Гонконг)
Сорренто (The Sorrento, 擎天半島) — высотный жилой комплекс, расположенный в Гонконге, в округе Яучиммон (входит в состав офисно-жилищного комплекса Юнион-сквер). Состоит из пяти башен: 75-этажная башня Сорренто 1 (256 метров), 66-этажная башня Сорренто 2 (236 метров), 64-этажная башня Сорренто 3 (218 метров), 62-этажная башня Сорренто 5 (212 метров) и 60-этажная башня Сорренто 6 (206 метров). В комплексе нет башни под номером 4, так как эта цифра в кантонском диалекте является омофоном слова «смерть». Всего в комплексе Сорренто насчитывается свыше 2,1 тыс. квартир различного класса. Между башнями Сорренто 2 и Сорренто 3 начинается пешеходный мост, соединяющий комплекс со станцией метро Коулун и торговым центром Elements. Девелоперами комплекса Сорренто являются компании The Wharf (Holdings) и MTR Corporation.
|                   |                |                |
| Комплекс Сорренто | Центр Elements | Станция Коулун |